# Robert de Scone
Robert de Scone († 1159) est évêque de Saint Andrews au XIIe siècle. Ses origines exactes sont mal connues. Il fut prêtre augustin au prieuré de Saint-Oswald, à Nostell. Son nom français laisse penser qu'il a des origines normandes plutôt qu'anglo-saxonnes, mais comme il est certainement né au XIe siècle c'est peut-être aussi que ses parents ont été influencés par la culture normande arrivant en Angleterre.

## Prieur de Scone
Robert est l'un des plus importants clercs du règne d'Alexandre Ier d'Écosse. Il est nommé premier prieur de Scone, l'établissement augustinien symbolique du règne d'Alexandre. Cette nomination a pu avoir lieu dès 1114, mais cette date fait l'objet de polémiques chez les historiens.

## Évêque de Saint-Andrews
C'est dans ce contexte que Robert devient naturellement candidat pour le plus important évêché écossais. Il est probablement élu à la tête de celui-ci en 1124. Les Chroniques de Melrose indiquent que « la même année, quatre mois avant sa mort, il [Alexandre] fait de Robert, prieur de Scone, l'évêque de Saint-Andrews, mais son ordination est retardé pendant quelque temps ». Ce retard est certainement dû à la soumission à l'archevêque d'York que cet archevêque s'est empressé de demander mais que le roi d'Écosse refuse. Toutefois Robert obtient sa consécration des mains de Thurstan, archevêque d'York, en 1127, sans qu'aucune promesse d'obéissance ne soit établie. Cette consécration a peut-être eu lieu après une réunion organisée pendant l'été 1127 à l'église Saint-Jean à Roxburgh, où il a été décidé que l'absence de soumission n'empêchait pas sa nomination.

## Robert et le patronage monastique
Les trois décennies d'épiscopats de Robert ont été particulièrement importantes dans l'histoire de l'évêché. Robert n'a peut-être pas été aussi efficace qu'il aurait pu pour promouvoir l'ordre augustinien en Écosse, mais il est néanmoins parvenu à amener les augustiniens de Saint Andrews à établir une cathédrale.
Il est relativement clair qu'il a fait cela avec la coopération d'Athelwold, le premier prêtre de Saint-Oswald, et de l'évêque de Carlisle, un moine qui était à la tête de la communauté religieuse de Robert avant que ce dernier n'aille en Écosse Robert a également établi deux grandes abbayes augustines, l'abbaye d'Holyrood et l'abbaye arrouaisienne de Stirling (Cambuskenneth).
Le rôle de Robert n'a pas été seulement de promouvoir l'ordre des augustins. Il est le leader de l'église écossaise, et prend avec l'évêque Jean de Glasgow une part privilégiée dans la réforme de cette église au cours du règne de David Ier d'Écosse. Il est l'un des témoins les plus fréquents des chartes de David. Contrairement à la plupart des autres évêques du pays, Robert est extérieur au monde gaélique à l'origine.

## Quête du statut d'archevêque
Vers 1151, le roi David décide de demander un pallium pour l'évêché, afin d'en faire un archevêché et créer un archidiocèse regroupant tous les évêchés d'Écosse, dont ceux des Orcades et des Îles. Cela aurait fait de Robert le premier archevêque écossais reconnu par Rome. Toutefois cette requête n'est pas prise en compte par le légat du pape et les espoirs de David et Robert sont définitivement anéantis par la création de l'archevêché de Trondheim.
À la fin des années 1150, Robert est décrit comme oppressé par l'âge et l'infirmité dans un bulle du pape Adrien IV. Il est mort début 1159.